# Willi Münstermann
Willi Münstermann († 1982) war ein Krefelder Unternehmer und der größte Förderer des Krefelder Eishockeysports.
Am 22. Oktober 1936 gründete er den Krefelder EV 36 kurz KEV. Um dem Eishockeysport zur nötigen Popularität zu verhelfen, kaufte er eine kanadische Profimannschaft ein, die sogenannten „German Canadiens“ und engagierte den kanadischen Nationaltrainer Bobby Hoffinger. 
Münstermann ließ an der ehemaligen Hindenburgstraße -heute Westparkstrasse- in Krefeld ein Freiluftstadion mit Platz für 8.000 Zuschauer erbauen. Auflage der Stadt Krefeld war damals nur, Stadion und Grundstück nach 50 Jahren Pacht zurückzugeben. Im Winter wurde das Hindenburgstadion – die spätere Rheinlandhalle – als Eisbahn genutzt. Im Sommer rüstete Münstermann das Stadion kurzerhand zu einem Schwimmbad mit Liegestrand um und ließ hierfür sogar Nordseesand herbeischaffen. 
Nach dem Zweiten Weltkrieg setzte sich Münstermann für einen raschen Wiederaufbau des Stadions ein. Hier holte in der Saison 1950/51 der KTSV Preussen Krefeld und in der Saison 1951/1952 der KEV den Titel des Deutschen Meisters nach Krefeld.
Seinem Verhandlungsgeschick war es auch zu verdanken, dass die Eishockey-Weltmeisterschaft 1955 zu großen Teilen in Krefeld und Umgebung stattfand. 
Noch heute ist der Name Willi Münstermann eng mit dem Eishockey und Eislaufsport verbunden. So wird in Krefeld jährlich ein Eislaufwettbewerb veranstaltet, der sogenannte Willi-Münstermann-Pokal.
- siehe auch Eishockey in Krefeld

| Personendaten    | Personendaten                                         |
| ---------------- | ----------------------------------------------------- |
| NAME             | Münstermann, Willi                                    |
| KURZBESCHREIBUNG | deutscher Unternehmer, Sponsor der Krefelder Pinguine |
| GEBURTSDATUM     | 19. Jahrhundert oder 20. Jahrhundert                  |
| STERBEDATUM      | 1982                                                  |